# Dis
 For alternative betydninger, se Dis (flertydig). (Se også artikler, som begynder med Dis)
Dis er skyer ved jordoverfladen, der fremkommer, når luften kommer over dugpunktstemperaturen, men den kan også betyde, at luften indeholder for eksempel røg og andre partikler, hvor man så mere specifikt taler om tørdis.
Efter meteorologisk standard bruges "dis" ved en sigtbarhed over 1.000 meter. Hvor sigtbarheden er lavere, taler man om tåge.
Etymologisk er ordet dis afledt af en gudindegruppe i nordisk mytologi kaldet diser.
- Kraftværk i dis